# Reuth am Wald

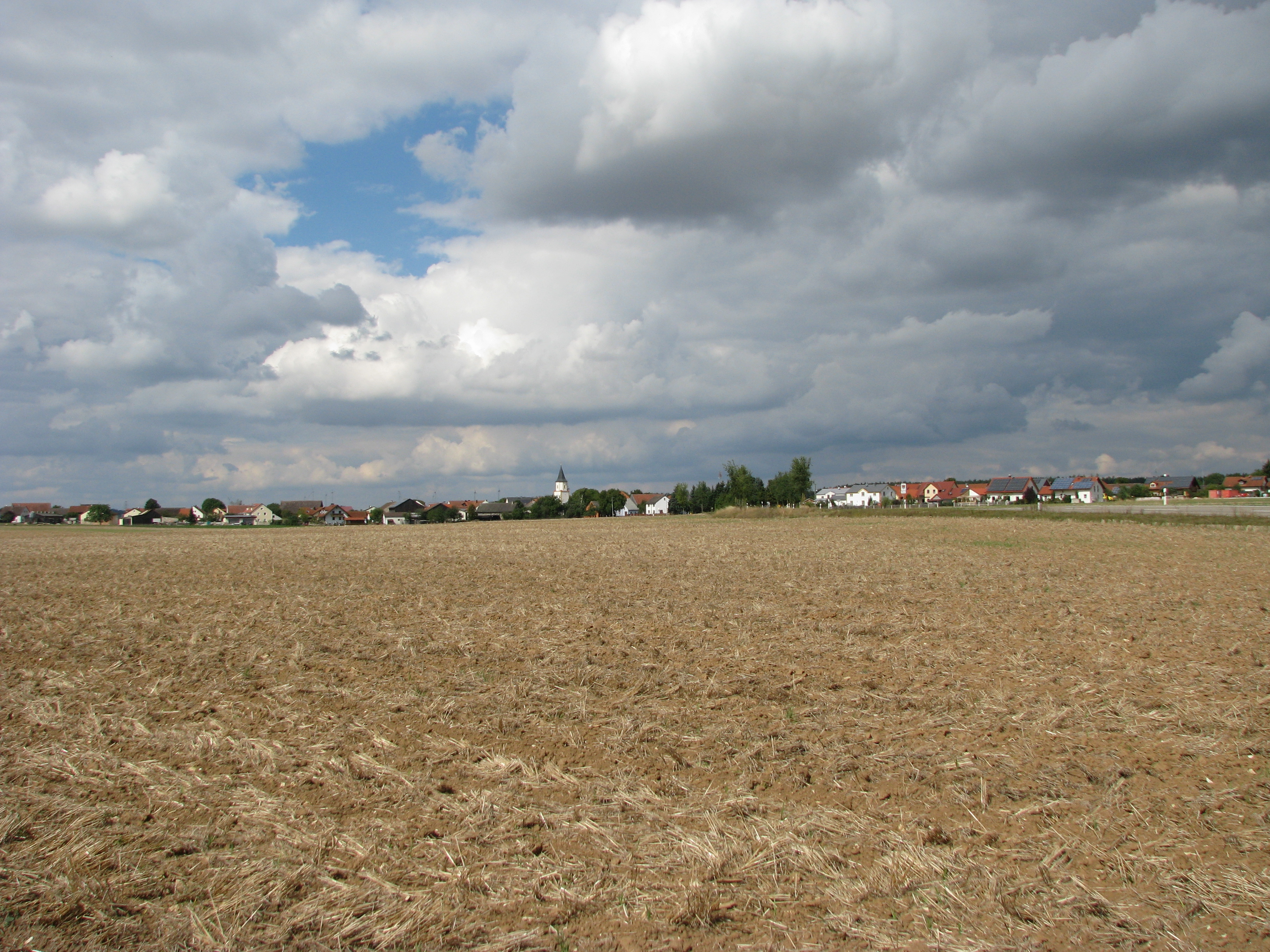
Ortsansicht

Reuth am Wald ist ein Gemeindeteil der Gemeinde Raitenbuch im Landkreis Weißenburg-Gunzenhausen (Mittelfranken, Bayern). Die Gemarkung Reuth am Wald hat eine Fläche von 4,316 km². Sie ist in 378 Flurstücke aufgeteilt, die eine durchschnittliche Flurstücksfläche von 11416,84 m² haben. In ihr liegt neben dem namensgebenden Ort der Gemeindeteil Sankt Egidi.

## Geografische Lage
Das Kirchdorf liegt, umgeben von Feldern und Wiesen, in der südlichen Frankenalb auf dem Jura, etwa 2,5 Kilometer von Raitenbuch entfernt. Unmittelbar westlich verläuft die Grenze zum Landkreis Eichstätt. Die Staatsstraße 2228 verläuft durch den Ort. Von dieser zweigt die Kreisstraße WUG 16 Richtung Bechthal ab.

## Ortsnamendeutung
Der Ortsname bedeutet „Siedlung bei der Rodungsstätte“. Der Zusatz „am Wald“ bezieht sich auf den Weißenburger Forst und dient als Unterscheidung des nahegelegenen Ortes Reuth unter Neuhaus.

## Geschichte
Den frühesten Hinweis auf „Ruite“ enthält das Pontifikale Gundekarianum; demnach weihte dort der Eichstätter Bischof Gundekar II. zwischen 1057 und 1075 eine Kirche. 1130 bis 1140 sind mit Aerbo und Gerolt de Ruite (Ruitte, Rute) Ortsadelige nachweisbar. 1251 schenkte eine Mathilde Schovarius dem Kloster Wülzburg ein Gut zu „Rueth“; 1288 schenkten Chunrad und Heinrich von Salach dem Kloster Heilsbronn zwei Eigenhöfe im Dorf. Ulrich von Truhendingen verkaufte 1298 sein Gut in „Geruet“. 1434 ist vom Dorf als „Gereuth“ die Rede. 1435 verkaufte Hans Schenk von Geyern einige Güter zu „Rewt“ an den Herzog von Bayern; Jörg Schenk von Bayern, der in diesem Zusammenhang seinen Anteil an diesen Gütern abtrat, erhielt dafür den Hof zu Rewt. Alle Rechte über den Hof kaufte das Augustiner-Chorherrenstift Rebdorf 1450 von Sigmund von Erlingshofen zu Pechttal; das Stift hatte zwei Jahre später einen Hof, eine Hutung und fünf Lehen zu „Grewdt“ in Besitz. 1486 sind in „Rewt“ sechs Güter dem Schloss Pechtal abgabepflichtig, drei davon vogtbar. 1551 ist davon die Rede, dass sieben Untertanen zu „Greuth“ dem hochstiftischen Kastenamt Eichstätt zinspflichtig sind. Spätestens 1600 besaß das Hochstift Eichstätt alle hohe Obrigkeit und Fraisch zu „Reith“.
Im Geographischen statistisch-topographischen Lexikon von Franken (1801) wird der Ort folgendermaßen beschrieben:

„Reit am Walde, oder auch vorm Walde, ganz Eichstättisches Filialkirchdorf von Raitenbuch, liegt im mittlern Hochstifte, dritthalb Stunden etwas westnördlich von der Residenzstadt Eichstätt auf dem Ruppertsberge, keine Viertelstunde von dem Weissenburger Walde weg, von welcher Lage es auch seinen Beynahmen zum Unterschied von andern Orten gleichen Nahmens her hat. Es [Sp. 469] sind daselbst 23 Unterthanen; sie gehören mit aller hohen und niedern Ortsobrigkeit zum Pfleg- und Vogtamte Titting-Raitenbuch.“

Grundherrschaftlich gehörten gegen Ende des Heiligen Römischen Reiches drei Halbhöfe und vier Güter dem Kastenamt Titting-Raitenbuch, zwei Höfe, ein Halbhof, 14 Güter und zwei Leerhäuser dem bischöflichen Hofkastenamt, ein Anwesen war ansbachisch und ein Hof und ein Gut gehörten dem Spitalamt Nürnberg.
Mit der Auflösung des Hochstifts Eichstätt wurde Reuth am Wald 1802 großherzoglich-toskanisch mit Ferdinand III. als Landesherr. Im Königreich Bayern wurde mit dem Gemeindeedikt von 1808 Reuth am Wald dem Steuerdistrikt Raitenbuch im Landgericht Raitenbuch zugeteilt. 1812 erfolgte der Wechsel in das Landgericht Greding. Mit dem Gemeindeedikt von 1818 wurde Reuth am Wald eine politisch selbständige Gemeinde, zu der der Weiler Sankt Egidi gehörte. Am 18. April 1857 wurde die Gemeinde aus dem Landgericht Greding herausgenommen und an das Landgericht Weißenburg angeschlossen. Am 1. Juli 1972 wurde die Gemeinde Reuth am Wald im Zuge der Bayerischen Gebietsreform nach Raitenbuch eingemeindet.

## Einwohnerentwicklung

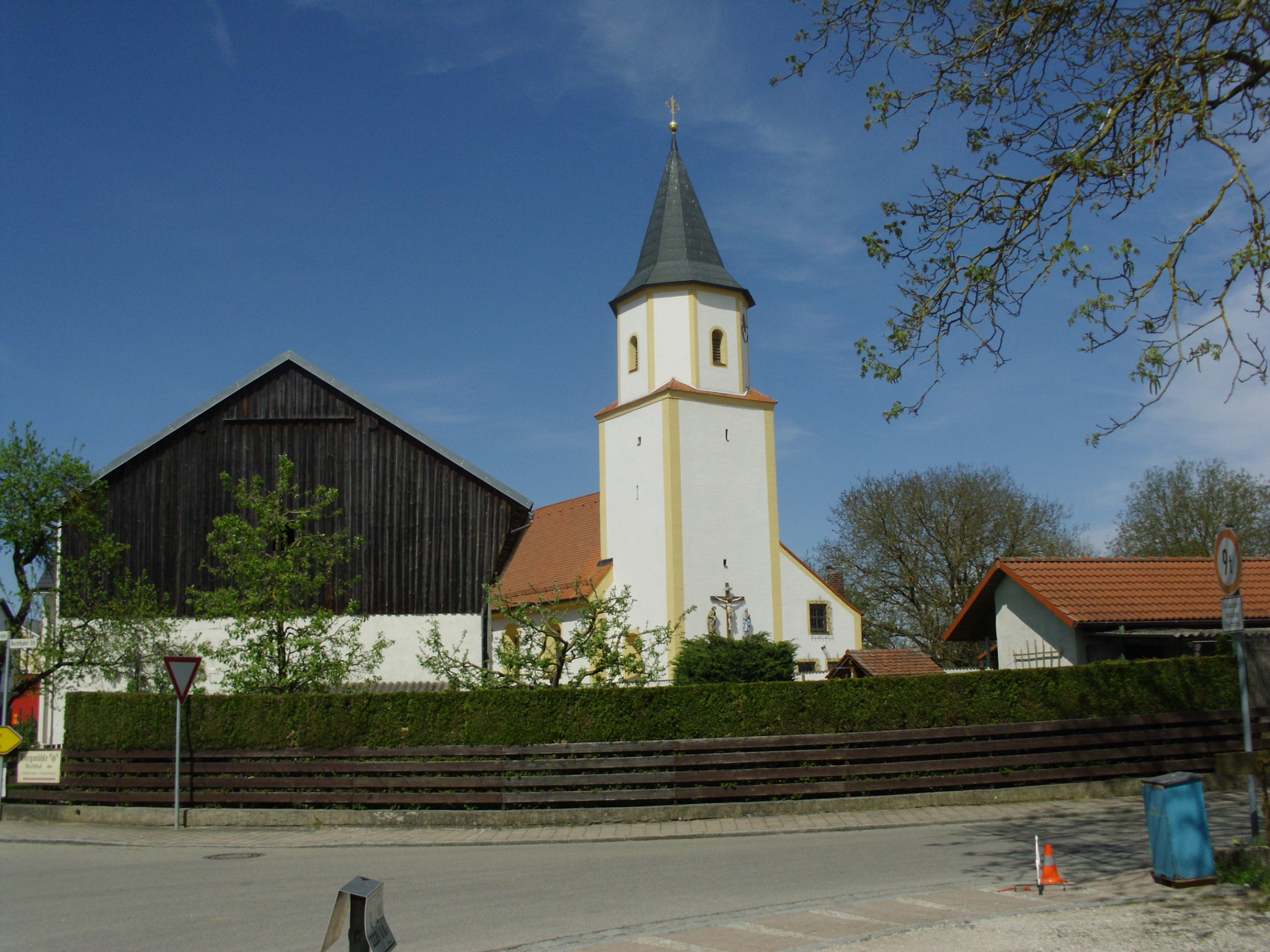
Ortskirche St. Pantaleon

Gemeinde/Ort Reuth am Wald
| Jahr          | 1910 | 1933 | 1939 | 1987 | 2017 |
| Einwohnerzahl | 236  | 232  | 239  | 248  | 257  |

## Baudenkmäler
- Die katholische Filialkirche St. Pantaleon war ursprünglich ein romanischer Bau. Ende des 17./Anfang des 18. Jahrhunderts erfolgte ein Umbau und eine Vergrößerung, Kirchweihe war am 23. September 1714. Das Kirchenschiff wurde 1947 verlängert. Altäre und die Ausgestaltung der Kirche sind barock.[14]